# Oscilación de neutrinos
En física de partículas las oscilaciones de neutrinos son un fenómeno mecánico cuántico donde un neutrino creado con un sabor leptónico específico (electrón, muon o tau) es posteriormente medido con un sabor distinto. La probabilidad de medir un sabor particular para un neutrino varía periódicamente a medida que se propaga a través del espacio / tiempo.
Predicho por primera vez por Bruno Pontecorvo en 1957, la oscilación de neutrinos ha sido observada desde entonces en una multitud de experimentos en varios contextos diferentes. Además, resultó ser la solución al problema de los neutrinos solares de larga duración.
La oscilación de neutrinos es de gran interés teórico y experimental, ya que la observación del fenómeno implica que el neutrino tiene una masa no nula, característica que no estaba incluida como parte del modelo estándar de física de partículas.
El descubrimiento de la prueba de la oscilación de neutrinos, y, por lo tanto, de la masa del neutrino, hecha por Takaaki Kajita en el Observatorio SuperKamiokande y Arthur McDonald en el Observatorio de neutrinos de Sudbury supuso para ellos la obtención del Premio Nobel de Física de 2015.

## Teoría
La oscilación de neutrinos surge de la mezcla entre los estados propios de sabor y masa de los neutrinos. Es decir, los tres estados de neutrinos que interactúan con los leptones cargados en interacciones débiles son cada uno de ellos una superposición diferente de los tres estados de neutrinos (que se propagan) de masa definida. Los neutrinos se emiten y absorben en procesos débiles en estados propios de sabor  pero viajan como estados propios de masa. 
A medida que una superposición de neutrinos se propaga a través del espacio, las fases de la mecánica cuántica de los tres estados de masa de neutrinos avanzan a velocidades ligeramente diferentes, debido a las ligeras diferencias en sus respectivas masas. Esto da como resultado una mezcla de superposición cambiante de estados propios de masa a medida que viaja el neutrino; pero una mezcla diferente de estados propios de masa corresponde a una mezcla diferente de estados de sabor. Por ejemplo, un neutrino nacido como neutrino electrónico será una mezcla de neutrino electrónico, mu y tau después de viajar una cierta distancia. Dado que la fase de la mecánica cuántica avanza de forma periódica, después de cierta distancia el estado casi volverá a la mezcla original y el neutrino volverá a ser principalmente neutrino electrónico. El contenido de sabor electrónico del neutrino continuará oscilando – siempre y cuando el estado de la mecánica cuántica mantenga la coherencia. Dado que las diferencias de masa entre los sabores de neutrinos son pequeñas en comparación con las largas longitudes de coherencia de las oscilaciones de neutrinos, este efecto cuántico microscópico se vuelve observable a distancias macroscópicas.
Por el contrario, debido a su mayor masa, nunca se ha observado que los leptones cargados (electrones, muones y leptones tau) oscilen. En la desintegración beta nuclear, la desintegración de muones, la desintegración de piones y la desintegración de kaones, cuando se emiten un neutrino y un leptón cargado, el leptón cargado se emite en estados propios de masa incoherentes como |e−
〉, debido a su gran masa. Los acoplamientos de fuerza débil obligan al neutrino emitido simultáneamente a estar en una superposición "leptoncéntrica cargada" como |ν
e〉, que es un estado propio de un "sabor" que está fijado por el estado propio de masa del electrón, y no en uno de los estados propios de masa del neutrino. Debido a que el neutrino está en una superposición coherente que no es un estado propio de masa, la mezcla que constituye esa superposición oscila significativamente a medida que viaja. No existe ningún mecanismo análogo en el modelo estándar que haga que los leptones cargados oscilen de manera detectable. En las cuatro desintegraciones mencionadas anteriormente, donde el leptón cargado se emite en un estado propio de masa único, el leptón cargado no oscilará, ya que los estados propios de masa única se propagan sin oscilación.
El caso de la desintegración del bosón W (real) es más complicado: W la desintegración del bosón es lo suficientemente energética como para generar un leptón cargado que no se encuentra en un estado propio de masa; sin embargo, el leptón cargado perdería coherencia, si la tuviera, en distancias interatómicas (0,1 nm) y por lo tanto cesaría rápidamente cualquier oscilación significativa. Más importante aún, ningún mecanismo en el Modelo Estándar es capaz de fijar un leptón cargado en un estado coherente que, en primer lugar, no sea un estado propio de masa; en cambio, mientras que el leptón cargado del W La desintegración del bosón no se encuentra inicialmente en un estado propio de masa, ni en ningún estado propio "neutrinocéntrico", ni en ningún otro estado coherente. No se puede decir de manera significativa que un leptón cargado y sin rasgos distintivos oscile o que no oscile, ya que cualquier transformación de "oscilación" simplemente lo dejaría en el mismo estado genérico que tenía antes de la oscilación. Por lo tanto, la detección de una oscilación leptónica cargada desde W La desintegración de bosones es inviable en múltiples niveles.  

### Matriz Pontecorvo-Maki-Nakagawa-Sakata
La idea de la oscilación de neutrinos fue propuesta por primera vez en 1957 por Bruno Pontecorvo, quien propuso que las transiciones neutrino-antineutrino pueden ocurrir en analogía con la mezcla de kaones neutros.  Aunque no se había observado tal oscilación materia-antimateria, esta idea formó la base conceptual para la teoría cuantitativa de la oscilación del sabor de los neutrinos, que fue desarrollada por primera vez por Maki, Nakagawa y Sakata en 1962  y elaborada más adelante por Pontecorvo en 1967.  Un año más tarde se observó por primera vez el déficit de neutrinos solares,  y a ello siguió el famoso artículo de Gribov y Pontecorvo publicado en 1969 titulado "Astronomía de neutrinos y carga de leptones". 
El concepto de mezcla de neutrinos es un resultado natural de las teorías de calibre con neutrinos masivos, y su estructura se puede caracterizar en general.  En su forma más simple, se expresa como una transformación unitaria que relaciona la base propia de sabor y masa y se puede escribir como:
{\displaystyle \left|\nu _{i}\right\rangle =\sum _{\alpha }U_{\alpha i}^{*}\left|\nu _{\alpha }\right\rangle ,}
{\displaystyle \left|\nu _{\alpha }\right\rangle =\sum _{i}U_{\alpha i}\left|\nu _{i}\right\rangle ,}
dónde:
- {\displaystyle \ \left|\nu _{\alpha }\right\rangle \ } es un neutrino con sabor definido α = e (electrón), μ (muón) o τ (tauón),
- {\displaystyle \ \left|\nu _{i}\right\rangle \ } es un neutrino con masa definida {\displaystyle \ m_{i}\ ,}{\displaystyle i=1,2,3,}
- el asterisco ({\displaystyle ^{*}}) representa un conjugado complejo; para los antineutrinos, el conjugado complejo debe eliminarse de la primera ecuación e insertarse en la segunda.

{\displaystyle U_{\alpha i}} representa la matriz Pontecorvo-Maki-Nakagawa-Sakata (también llamada matriz PMNS, matriz de mezcla de leptones o, a veces, simplemente matriz MNS). Es el análogo de la matriz CKM que describe la mezcla análoga de quarks. Si esta matriz fuera la matriz de identidad, entonces los estados propios de sabor serían los mismos que los estados propios de masa. Sin embargo, los experimentos demuestran que no es así.
Cuando se considera la teoría estándar de los tres neutrinos, la matriz es 3×3. Si sólo se consideran dos neutrinos, se utiliza una matriz de 2×2. Si se agregan uno o más neutrinos estériles (ver más adelante), es de 4×4 o más. En la forma 3×3, viene dado por: 
{\displaystyle {\begin{aligned}U&={\begin{bmatrix}U_{e1}&U_{e2}&U_{e3}\\U_{\mu 1}&U_{\mu 2}&U_{\mu 3}\\U_{\tau 1}&U_{\tau 2}&U_{\tau 3}\end{bmatrix}}\\&={\begin{bmatrix}1&0&0\\0&c_{23}&s_{23}\\0&-s_{23}&c_{23}\end{bmatrix}}{\begin{bmatrix}c_{13}&0&s_{13}e^{-i\delta }\\0&1&0\\-s_{13}e^{i\delta }&0&c_{13}\end{bmatrix}}{\begin{bmatrix}c_{12}&s_{12}&0\\-s_{12}&c_{12}&0\\0&0&1\end{bmatrix}}{\begin{bmatrix}e^{i\alpha _{1}/2}&0&0\\0&e^{i\alpha _{2}/2}&0\\0&0&1\\\end{bmatrix}}\\&={\begin{bmatrix}c_{12}c_{13}&s_{12}c_{13}&s_{13}e^{-i\delta }\\-s_{12}c_{23}-c_{12}s_{23}s_{13}e^{i\delta }&c_{12}c_{23}-s_{12}s_{23}s_{13}e^{i\delta }&s_{23}c_{13}\\s_{12}s_{23}-c_{12}c_{23}s_{13}e^{i\delta }&-c_{12}s_{23}-s_{12}c_{23}s_{13}e^{i\delta }&c_{23}c_{13}\end{bmatrix}}{\begin{bmatrix}e^{i\alpha _{1}/2}&0&0\\0&e^{i\alpha _{2}/2}&0\\0&0&1\\\end{bmatrix}},\end{aligned}}}